# 川西市立多田東小学校
川西市立多田東小学校（かわにししりつ ただひがししょうがっこう）は、兵庫県川西市東多田三丁目にある公立小学校。児童数は、2024年現在580人程度。

## 歴史
- 1983年4月1日 - 川西市立多田小学校から分離設立（開校）。

## 校歌
- 大杉勝志作詞／辻井市太郎作曲

## 著名な卒業生
- 西野亮廣（絵本作家、漫才コンビキングコング）
- 児玉千明（政治家、福井県高浜町議会議員）

## 著名な教職員
- 野々村竜太郎（兵庫県議会議員）